# 高幀率
高幀率（英語：High frame rate, HFR）是指使用比正常帧率更高的技術拍攝而成的影片。
電影通常使用每秒24格的帧率拍攝及播放。電視傳統上則是使用每秒25格（PAL制式）或每秒30格（NTSC制式）的幀率拍攝及播放；直到720p的HDTV出現後，改以每秒50格或每秒60格的幀率播放在電影中使用超過每秒24格、或是在電視中使用每秒超過30格的幀率拍攝及播放，即可稱為「高幀率」。

## 電影幀率的歷史
在早期的電影中，並沒有建立標準的帧率。愛迪生早期的電影使用每秒40格的幀率拍攝而成，而盧米埃兄弟的電影則是每秒16格。主要是因为当时的放映机使用手摇而不是电机，所以电影的帧率也会随着手摇的频率而进行变化。如果高帧率成為主流，許多劇院將需要更新他們的放映系統，將導致放映的成本增加。
哈比人電影系列
彼得·杰克逊（Peter Jackson）執導的霍比特人电影系列，以2012年12月上映的霍比特人：意外旅程為首部曲，使用每秒48格的高幀率拍攝並放映，成為世界上第一個大規模放映的高幀率電影。但是大部分的影院還是使用每秒24格的幀率放映此片。
阿凡達續集
詹姆斯·卡梅隆（James Cameron）宣布阿凡達續集可能會使用每秒48格高幀率拍攝，原本打算使用每秒60格高幀率拍攝，但他覺得每秒48格是最佳選擇。
比利·林恩的中場戰事、雙子殺手
李安執導的電影比利·林恩的中場戰事和雙子殺手使用每秒120格高幀率拍攝，為目前為止電影界的最高規格。

## 擁護與憂慮

### 擁護
許多觀眾認為高幀率（HFR）能有效改善目前三维電影畫面亮度過低的缺點，並且使得動作場面更加清晰，高速動作的三维畫面也比較不會讓人頭暈。

### 憂慮
另一些評論則認為高帧率會使得「電影感」消失。影評家抱怨三维+高帧率讓影片看起來像是電動遊戲、高清电视、現場演出或是廉價的自製影片。